# TAT-1

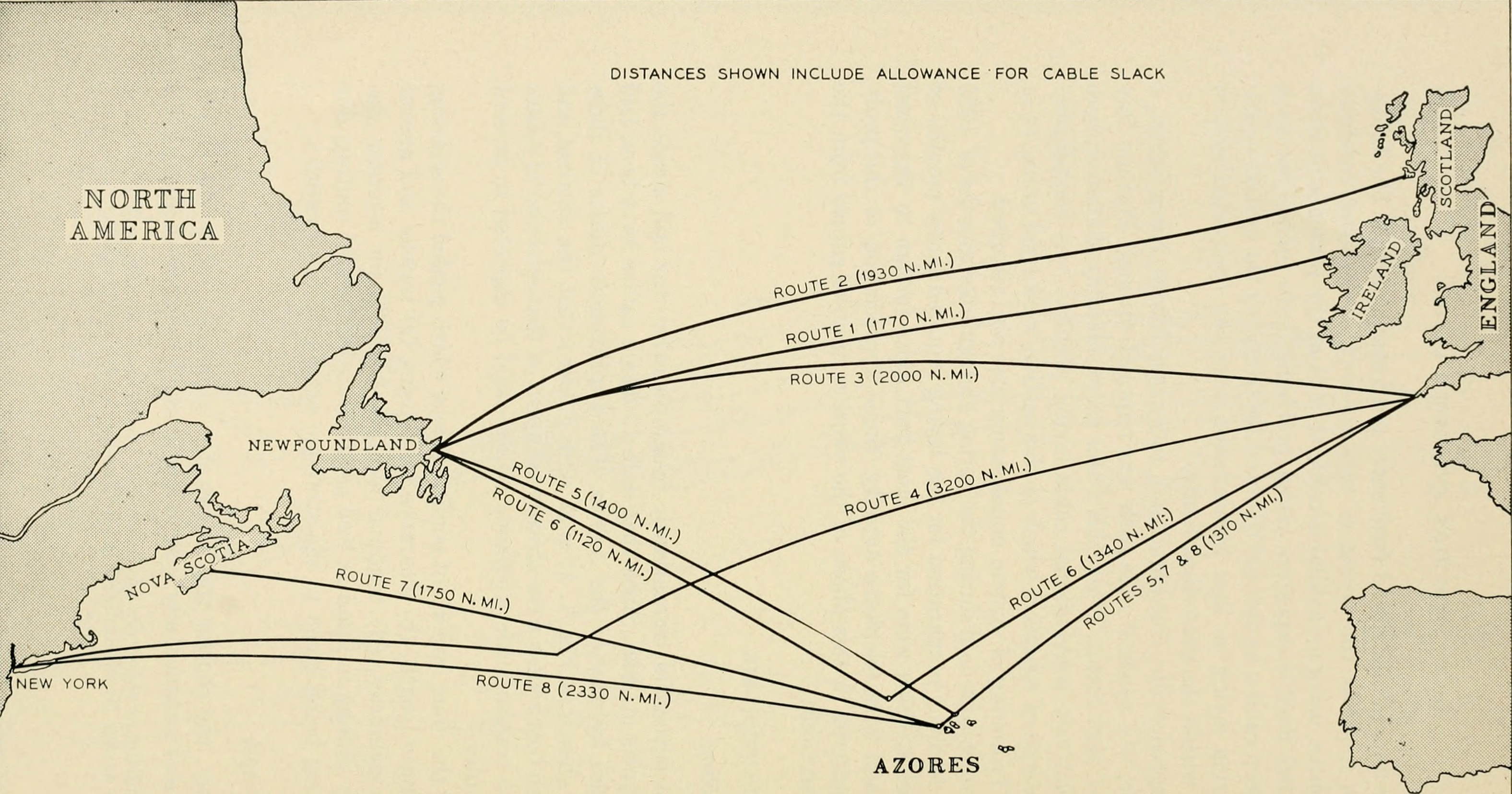
Маршруты, изученные в начале 1956 года

TAT-1 (Transatlantic No. 1) — первый подводный трансатлантический телефонный кабель, проложенный между Обаном (Шотландия) и Кларенвиллем (Ньюфаундленд). Два кабеля были проложены между 1955 и 1956 годами по одному в каждом направлении. Ввод в эксплуатацию состоялся 25 сентября 1956 года. Кабель мог обслуживать 35 одновременных телефонных звонков, а 36-й канал использовался для обслуживания до 22 телеграфных линий.

## История

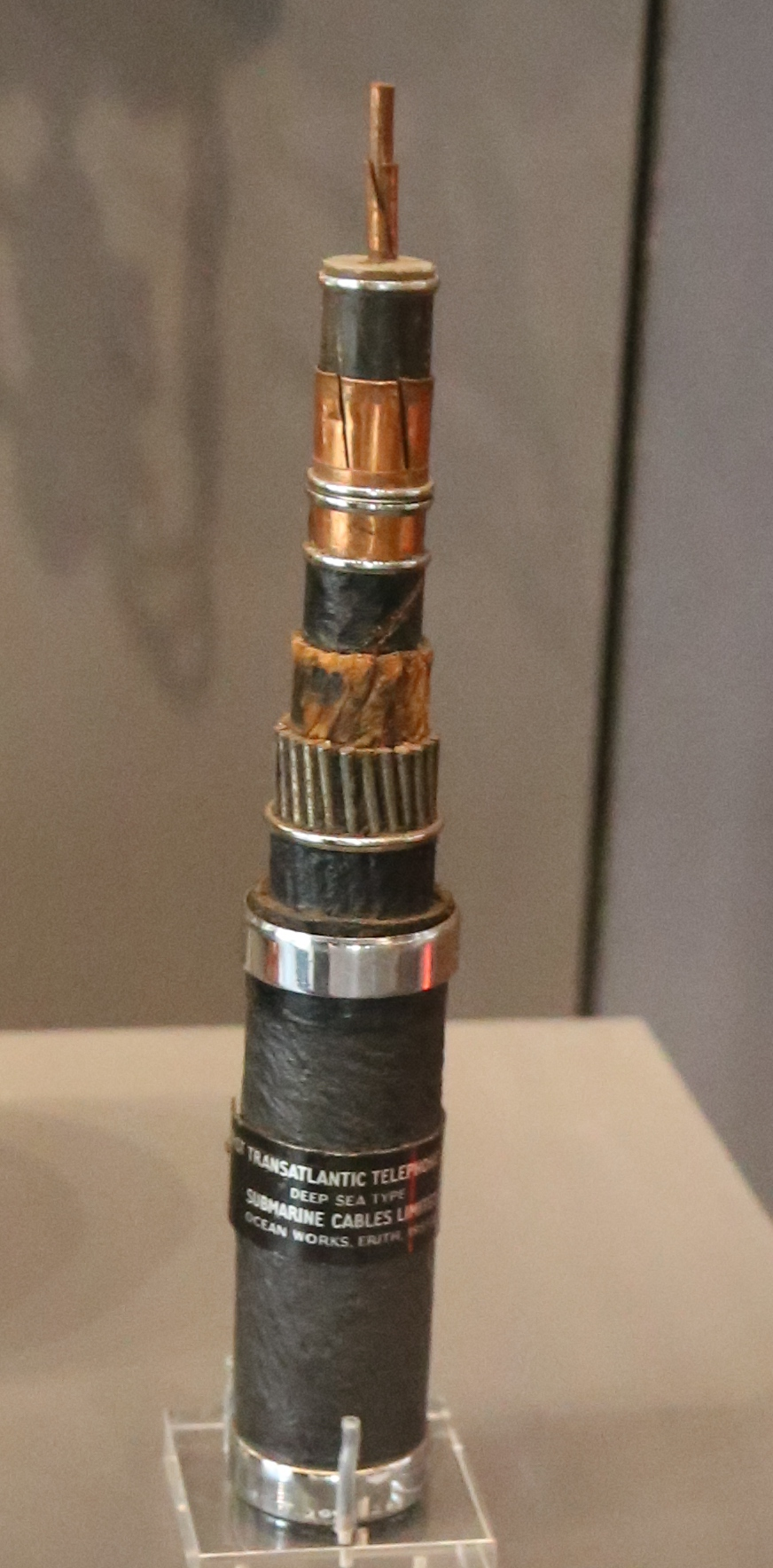
Участок кабеля TAT 1 с последовательно зачищенными слоями

Первый трансатлантический телеграфный кабель был проложен в 1858 году Сайрусом Уэстом Филдом. Его срок службы составил всего месяц, а в 1866 году его успешно заменили. Трансатлантическая телефонная служба, работавшая по принципу радиосвязи, была запущена в 1927 году: тариф за три минуты разговора составлял 9 фунтов (около 45 долларов США по курсу того времени или 550 долларов США по курсу 2010 года), ежегодно с помощью этого кабеля обрабатывались 300 тысяч телефонных звонков.
Хотя в то время велись разговоры о прокладывании телефонного кабеля, это не предоставлялось возможным вплоть до 1940-х годов, когда технологии уже позволяли это осуществить. Разработка TAT-1 стала возможной благодаря коаксиальному кабелю, полиэтиленовой изоляции (вместо гуттаперчевой), надёжным вакуумным трубкам для погружённых ретрансляторов и общему улучшению несущего оборудования. Поскольку долговечность транзисторов ещё не предсказывали, они не применялись при разработке. 1 декабря 1953 года Генеральный почтмейстер подписал соглашение о разработке TAT-1, в которой участвовали Главное почтовое отделение Великобритании, американская AT&T Corporation и Канадская корпорация зарубежных телекоммуникаций (Canadian Overseas Telecommunications Corporation). Доли участия между британцами, американцами и канадцами были распределены в пропорции 4:5:1. Стоимость проекта составила около 120 миллионов фунтов стерлингов.

## Структура
Согласно плану проекта, TAT-1 должен был включать в свой состав два основных кабеля (по числу направлений передач). Их проложили в трёх секциях — двух мелководных защищённых и одной непрерывной центральной — длиной 1500 морских миль (2800 км). Американская компания Bell Telephone Laboratories разработала повторители, которые устанавливались в кабеле с интервалом в 37 морских миль (69 км): в частности, в центральной секции был установлен 51 повторитель. Производителями армированных кабелей выступил завод в Эрите (британское графство Кент, к юго-востоку от Лондона) компании Submarine Cables Ltd. (совместное предприятие Siemens Brothers и The Telegraph Construction & Maintenance Company, Ltd).
Оба кабеля были проложены летом 1955 и 1956 годов: значительную часть работы выполнило кабельное судно «Монарх». На суше в заливе Галланах недалеко от Обана, Шотландия, кабель был подключен к коаксиальным (а затем 24-контурным линиям несущей), несущим трансатлантические цепи через Глазго и Инвернесс к Международной бирже в здании Фарадея в Лондоне. В точке посадки кабеля в Ньюфаундленде кабель соединился в Кларенвилле, а затем пересек 300-мильный (480 км) пролив Кабота по другому подводному кабелю до Сидней Майнс, Новая Шотландия. Оттуда коммуникационный трафик был направлен к границе США по микроволновой радиорелейной линии, а в Брансуике, штат Мэн, маршрут присоединился к основной сети США и разветвился на Монреаль, чтобы соединиться с канадской сетью.
Открытие TAT-1 состоялось 25 сентября 1956 года, и за первые сутки работы он обработал 588 звонков из Лондона в США и 119 звонков из Лондона в Канаду.
Первоначальные 36 каналов имели частоту 4 кГц. Увеличение до 48 каналов было достигнуто за счет сужения полосы пропускания до 3 кГц. Позже были добавлены еще три канала с использованием оборудования C Carrier. Интерполяция речи с временным назначением (TASI) была реализована на кабеле TAT-1 в июне 1960 года и эффективно увеличила пропускную способность кабеля с 37 (из 51 доступного канала) до 72 речевых каналов.

## Применение
ТАТ-1 обеспечивал горячую линию Москва-Вашингтон между главами американских и советских государств, хоть и с использованием телетайпа, а не голосовых вызовов, поскольку письменные сообщения считались менее вероятными для неверного толкования. Связь начала действовать 13 июля 1963 г. и была в основном мотивирована Карибским кризисом, когда США потребовалось, например, почти 12 часов, чтобы получить и расшифровать первоначальное расчетное сообщение, содержащее около 3000 слов. К тому времени, когда сообщение было расшифровано и интерпретировано, и был подготовлен ответ, было получено другое, более агрессивное сообщение.
В мае 1957 года TAT-1 был использован для трансляции концерта певца и борца за гражданские права Пола Робсона, выступающего в Нью-Йорке, в ратуше Сент-Панкрас в Лондоне. Из-за маккартизма паспорт Робсона был изъят властями США в 1950 году. Не имея возможности принять многочисленные приглашения выступить за границей, он заявил: «Мы должны на собственном горьком опыте понять, что есть другой способ петь». 15-минутное соединение, которое требовало схемы качества музыки, стоило 300 фунтов стерлингов (примерно 6 500 фунтов стерлингов по состоянию на 2015 год). Робсон снова выступил таким образом в октябре 1957 года, когда он присоединился к Большому павильону, Порткоул, Уэльс, выполнив приглашение на эйстетвод. 10-дюймовый альбом с выборкой из мероприятия под названием Transatlantic Exchange был выпущен районом Южного Уэльса Национального союза горняков в качестве сбора средств и протеста против обращения с Робсоном.
После успеха ТАТ-1 были проложены ещё многие другие кабели TAT. Оригинальный TAT-1 был выведен из эксплуатации в 1978 году.
В 2006 году TAT-1 был признан Институтом инженеров электротехники и электроники (IEEE) в качестве одной из вех развития радиоэлектроники.